# JavaScriptCore
JavaScriptCore es un framework desarrollado por Apple Inc. para proveer de un Intérprete de JavaScript a Mac OS X. JavaScriptCore junto a WebCore forman el framework para aplicaciones WebKit. JavaScriptCore está basado en la combinación de la biblioteca KJS (que forma parte del proyecto KDE) con la biblioteca PCRE dedicada a las expresiones regulares.

## Características
- Incluye un recolector de basura.
- Desarrollado usando el lenguaje de programación C++ orientado a objetos.
- Alta portabilidad. Sólo las dependencias son componentes internacionales para Unicode y bibliotecas C/C++.
- Soporte para NPRuntime y bindings.
- La meta es la compatibilidad con ECMAScript y sus más importantes implementaciones (JavaScript 1.6, JScript)
- Es un desarrollo de código abierto como parte del proyecto Webkit.